# Іванівка (Розсошанська сільська громада)
Іва́нівка — село в Україні, у Розсошанській сільській громаді Хмельницького району Хмельницької області. Населення становить 185 осіб.

## Найвідоміші уродженці
- Дем'янов Володимир Васильович (1943) — віце-прем'єр-міністр України з питань АПК.
- Чайковський Едуард Феліксович (1921—1984) — український фізик, доктор фізико-математичних наук (1967), професор (1970), заслужений діяч науки УРСР (1982).